# 弦楽四重奏曲 (グリーグ)
弦楽四重奏曲 ト短調 作品27は、エドヴァルド・グリーグが1877年から1878年にかけて作曲した弦楽四重奏曲である。初演は1878年10月6日にケルンで、この曲を献呈されたロベルト・ヘックマン (Robert Heckmann) による弦楽四重奏団により行われた。

## 概要
グリーグの最初の弦楽四重奏曲はライプツィヒ音楽院時代に作曲されたが、スケッチは失われている。3番目のヘ長調の弦楽四重奏曲は1892年、グリーグの銀婚式の時に着手されたが、2楽章までしか作曲されず、後年ユリウス・レントヘンにより補筆完成された。したがって今日では、この曲が作曲者唯一の弦楽四重奏曲として知られている。

## 編成
- 第1ヴァイオリン
- 第2ヴァイオリン
- ヴィオラ
- チェロ

## 曲の構成
全楽章は切れ目なく演奏される。
- 第1楽章 Un poco Andante - Allegro molto ed agitato
ト短調 2分の2拍子 ソナタ形式。序奏主題（譜例）は1876年の作品である歌曲「吟遊詩人の歌」作品25-1の最初の動機を変えたものである。この主題は第3楽章と第4楽章にも現れる。
- 第2楽章 Romanze Andantino
変ロ長調 6/8拍子
- 第3楽章 Intermezzo Allegro molto marcato　
ト短調 3/4拍子
- 第4楽章 Lento - Presto al Saltarello
ト短調 2/2拍子 - 6/8拍子

冒頭

## 演奏時間
約32分